# Decaduc
Decaduc (grec antic: δεκαδοῦχοι, llatí: decaduchi) era el nom de cadascun dels membres del govern dels Deu que va substituir al govern dels Trenta tirans a Atenes l'any 403 aC. Van ser elegits entre les deu tribus, un per cadascuna, segons Xenofont.
Encara que oposats als Trenta tirans, (al menys dos dels deu havien format part del grup de trenta) van demanar ajut a Esparta contra Trasibul i els exiliats. Van conservar el poder fins al triomf final de Trasibul i el restabliment de la democràcia. No van ser amnistiats però se'ls va permetre marxar al desterrament.